# 오트라드노예역
오트라드노예역(러시아어: Отра́дное)은 모스크바 지하철 세르푸홉스코 티미랴젭스카야 선의 역이다. 1991년 3월 1일에 개장했다. 일일 이용자는 76만명에 달한다.

## 설계
오트라드노예 역은 다양한 예술작품으로 구성되어 있다. 역 설계에는 건축가인 엘. 포포프(Л. Н. Попов)와 베. 에스. 볼로비치(В. С. Волович)가 참여하였다.